# 水谷大輔
水谷 大輔（みずたに だいすけ、1962年10月3日 - ）は、日本の元歌手。長野県長野市出身。身長170cm、血液型O型。水谷大輔の名は芸名で、本名は戸谷 秀樹（とや ひでき）。名付け親は所属事務所「ボンド企画」の代表高杉敬二。

## プロフィール
長野中央高等学校（現・長野日本大学高等学校）卒業。高校時代にギターにハマり友人とフォークグループを結成。17歳で日本テレビ「スター誕生!」で合格、32回決戦大会グランプリ受賞。
「スター誕生!」に応募したのは本人ではなく、母親であるとされている。高校3年の1980年、岸田智史の「きみの朝」を歌い予選に臨む。信越放送にて一次審査・二次審査を通過。本選・決戦大会は共に会場は後楽園ホール。本選での点数は408点と同番組が始まって以来の最高得点を得た。初代採点方式時代では歴代1位の記録となる（翌年採点方式の変更があり、審査員点数のみでは中森明菜が歴代1位。この時のゲストが水谷大輔だった）。
1981年6月21日「星屑海岸」で歌手デビュー。1982年までにCBSソニーよりシングルレコードを2作リリース。フォークギターを持ち湘南サウンドをイメージした曲であった。
デビューから9年（1990年頃）、27歳で芸能界を引退した。その後、所属していた事務所・ボンド企画は事業拡大に失敗、倒産。所属していたタレントは散々になってしまったため、引退後の動向は詳らかではなかったが、2021年1月6日放送のテレビ番組「あいつ今何してる?」（テレビ朝日系）にゲストの松本伊代の会いたい人として出演（松本とは当時同じ所属事務所であり、トンボ学生服のCMで共演するなどの縁があった）。
番組によると、水谷は地元・長野に戻り家電量販店に勤務、店長に昇進するも会社が倒産。同業他社に移ったが水に合わず退職。趣味のギターを生かして、副業でギターの自作を行いネットに載せたところ注文が来て、取材時点ではオリジナルギターの製作・販売・調整の仕事で生計を立てているという。

## 趣味・特技
ラジコン飛行機によるアクロバット飛行。スポーツでは水泳・スピードスケート・スキー。小学生の頃からジュニアスピード選手として活動していた、スキーは指導員資格を持つ。変わった所ではモーターボートのレーシングライセンスを所持、番組で出場した熱海オーシャンカップレースでは優勝した経歴がある。

## 主な楽曲
- 「星屑海岸」
- 「二人の世界」
- 「風よ急げ」
- 「ローズマリーの坂道」

いずれも作詞は阿久悠・作曲は都倉俊一。
エピソード：デビュー曲の「星屑海岸」のジャケットは湘南七里ヶ浜で撮影。この時点でギターの腕前はプロレベルであったがレコーディングに本人は参加していない。実際にレコーディング演奏したのはCBS・ソニー契約のミュージシャン。本曲はコード進行が難しく、ミュージシャンが1箇所の演奏ミスをしていたが、気付かなかった。後日この録音を聴いた水谷が演奏ミスを指摘、かなりの音感の持ち主であることを改めてスタッフ一同知ることとなるが、期日の関係から録り直しが出来ずそのままレコード化されている。ステージでは同じ事務所の先輩である松崎しげるのギターを持って立つ。
1980年代は男性アイドル時代と言われる中、その歌唱を生かし1960年代の曲を現代風にアレンジした前述の「星屑海岸」で挑む。同期は近藤真彦・沖田浩之・竹本孝之・松村雄基ら。歌唱力ではナンバー1と言われたがギンギンアイドル全盛時代に、その実力を生かすことは難しかったようであり、その後役者への転向を図る。バラード調の「ローズマリーの坂道」では当時10代の男性歌手には難しいとされた曲であるが、見事に歌い切っていた。

## 出演ドラマ
俳優活動も盛んに行い、TBSテレビドラマ「消防官物語・風に立て」（1981年10月 - 1982年3月）の主役。同番組の主題歌「風よ急げ」も歌う。このドラマには、プロデューサーから「さわやかな男らしさ」を買われて起用されたものだったという。
他には「天まであがれ」「サラダ記念日」「積木くずし」 「火曜サスペンス」 「外科医 城戸修平」（1983年、TBS系）、「赤いこうもり傘」（1985年、フジテレビ系）、「迷犬ルパンは名探偵?」（1985年、テレビ朝日系）「ザ・ハングマンV」、「水戸黄門」「暁に斬る!」など。
映画では本田美奈子主演の「パッセンジャー 過ぎ去りし日々」にチームメイトとして出演。